# پولی‌کارپوف آی-۱۸۵
پولی‌کارپوف آی-۱۸۵ (به انگلیسی: Polikarpov_I-185) یک هواگرد از نوع هواپیمای جنگنده ساخت شرکت پولیکارپوف است. هواگرد پولی‌کارپوف آی-۱۸۵ نخستین پروازش را در ۱۱ ژانویه ۱۹۴۱ میلادی انجام داد. برنامه ساخت این هواگرد در نهایت لغو گردید. در مجموع، تعداد ۴ فروند از این هواگرد ساخته شده‌است.